# 小行星7128
小行星7128（英語：7128 Misawa）是一颗围绕太阳公转的小行星。1991年9月30日，圓舘金、渡邊和郎在北见发现了此天体。
这颗小行星的绝对星等为101.8637652832411等。